# MG F / TF
O  F é um modelo esportivo da MG. 
Lançado em janeiro de 2002, o TF foi o modelo esportivo com dois assentos mais vendido no Reino Unido durante o período em que esteve em produção, entre 2002 e julho de 2005 foram produzidas 39.249 unidades.
Equipado com um motor de 4 cilindros com versões de 1.598 cc ou de 1.796 cc. A versão TF 120 contava com opção equipada com transmissão continuamente variável (Câmbio CVT)

## História
A MG deixou de produzir carros desportivos em 1980, quando o britânico Leyland fechou a sua fábrica de Abingdon, Oxfordshire, embora o emblema da MG fosse usado em algumas versões e salões entre 1982 e 1991. Em 1992, a empresa (por este tempo Rover Group) reiniciou a produção do clássico MGB como RV8 de edição limitada e uma reação positiva levou a empresa a desenvolver o MG F.
Foi revisto e renomeado usando o nome TF em 2002, mas a produção foi interrompida, após o colapso do Grupo MG Rover em abril de 2005. No entanto, após o Nanjing Automobile Group adquiriu os direitos do MG TF, a conclusão da nova fábrica para a MG em Nanjing, a produção foi reiniciada em março de 2007.

## MG F
| MG F             | MG F                                                            |
| ---------------- | --------------------------------------------------------------- |
|                  |                                                                 |
| Overview         |                                                                 |
| Manufacturer     | MG (Rover Group, later (MG Rover)                               |
| Production       | 1995–2002                                                       |
| Assembly         | Longbridge, Birmingham, UK                                      |
| Body and chassis |                                                                 |
| Class            | Roadster                                                        |
| Body style       | 2-seat convertible                                              |
| Layout           | Transverse Mid-Engine, Rear-Wheel Drive                         |
| Powertrain       |                                                                 |
| Engine           | - 1.6 L K-Series I4 - 1.8 L K-Series I4 - 1.8 L K-Series VVC I4 |
| Transmission     | 5-Speed Manual CVT                                              |

### MG F Interior

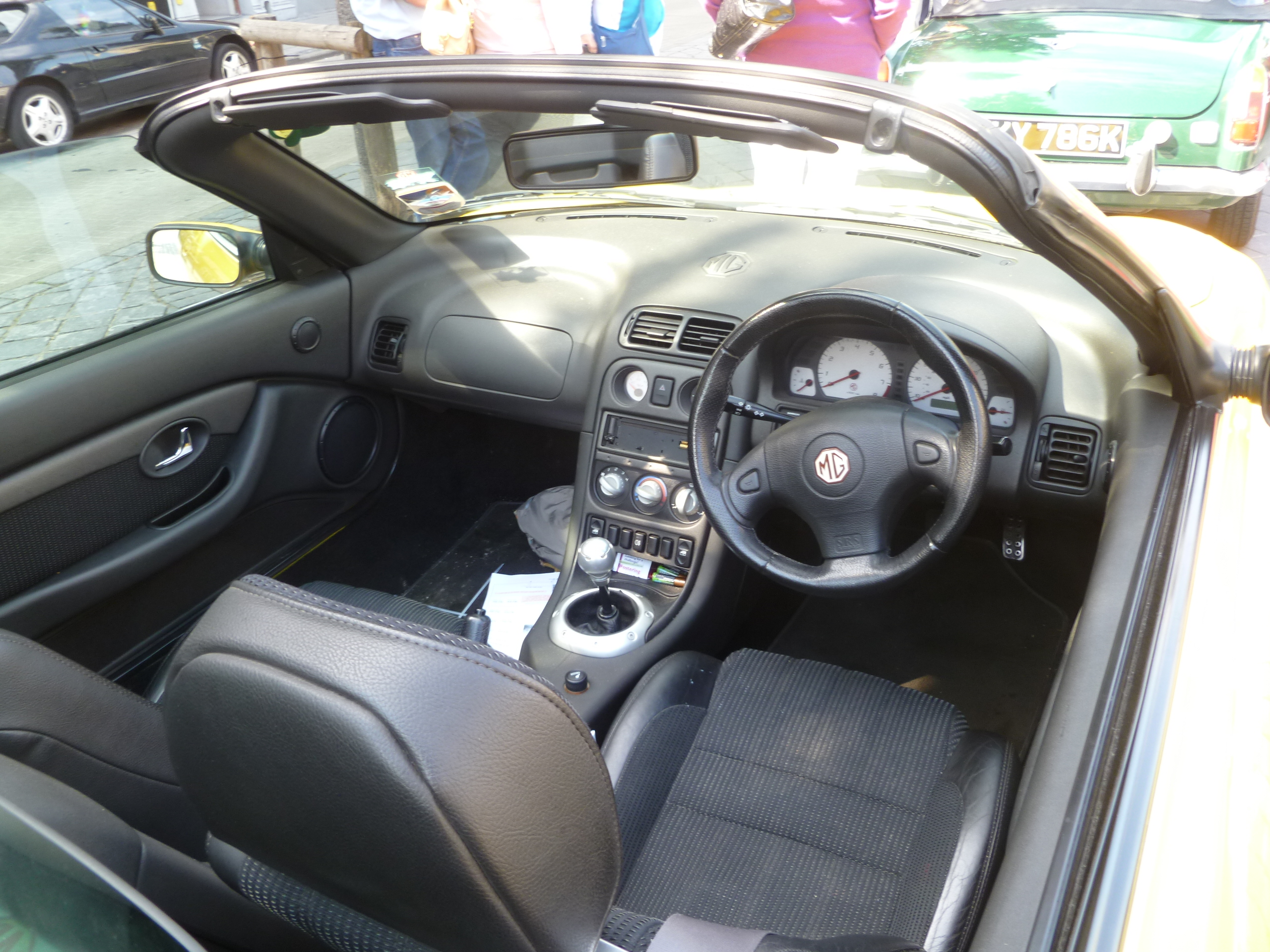
interior

MG F interior, como também usado no MG MG posterior
O MG F foi lançado no outono do Hemisfério Norte de 1995 pelo Grupo Rover, tornando-se o terceiro carro a ser lançado desde a aquisição pela BMW. Foi alimentado or um motor de 16 válvulas da série K de 1.8 L, o básico com 118 CV (87 kW), enquanto o VVC (controle de válvula variável) mais potente tinha 143 cv (107 kW). Embora popular na gama de modelos da Rover, quando instalado no MGF, o motor da série K foi atormentado pela falha da junta de cabeça, muitas vezes atribuída à natureza mais complexa do resfriamento de um carro de meia-máquina. Rover fez pouco para resolver isso, com os proprietários com frequência ter que atender o custo de reparos caros eles mesmos no início da vida de seus veículos. Os Projetos Especiais da Rover supervisionaram o desenvolvimento do design da F e antes de finalizar o estilo compradores externos comprados para determinar a configuração mecânica mais apropriada para o novo carro. Steve Harper da MGA Developments produziu o conceito de design inicial em janeiro de 1991 (inspirado no Jaguar XJR-15 e Ferrari 250LM), antes que a equipe de design da casa da Rover refinasse o conceito sob a liderança de Gerry McGovern. Uma característica interessante da F foi a suspensão Hydragas, um sistema que emprega deslocadores de gás e gás interligados que proporcionaram um passeio surpreendentemente compatível, mas que poderia ser sintonizado para fornecer excelentes características de manipulação.
O MG F rapidamente disparou para o topo das cartas de carros desportivos acessíveis na Grã-Bretanha, e permaneceu lá até a introdução do MG TF em 2002.

### MG TF
O MG F sofreu um remate facial no outono de 1999 e deu ao carro um interior revisado, bem como ajustes de estilo e design de rodas de liga leve. Houve também a introdução de uma versão base 1.6 e uma variante mais poderosa de 160 hp (119 kW) chamada Trophy 160, que teve um tempo de 0 a 60 mph de 6,9 segundos. O troféu só foi produzido por um tempo limitado.
Uma versão automática com uma CVT chamada Steptronic foi introduzida em 2001. A MGF continuou a vender bem, apesar da venda do Grupo Rover, que foi anunciado em março de 2000. O Land Rover foi vendido para a Ford, enquanto o MG e o Rover Marcas foram vendidas para o consórcio Phoenix por £ 10. Apesar da concorrência do tipo Mazda MX-5, BMW Z3 e Audi TT, o MG F ainda se mostrou bastante popular. Um total de 77.269 MG F foram construídos.

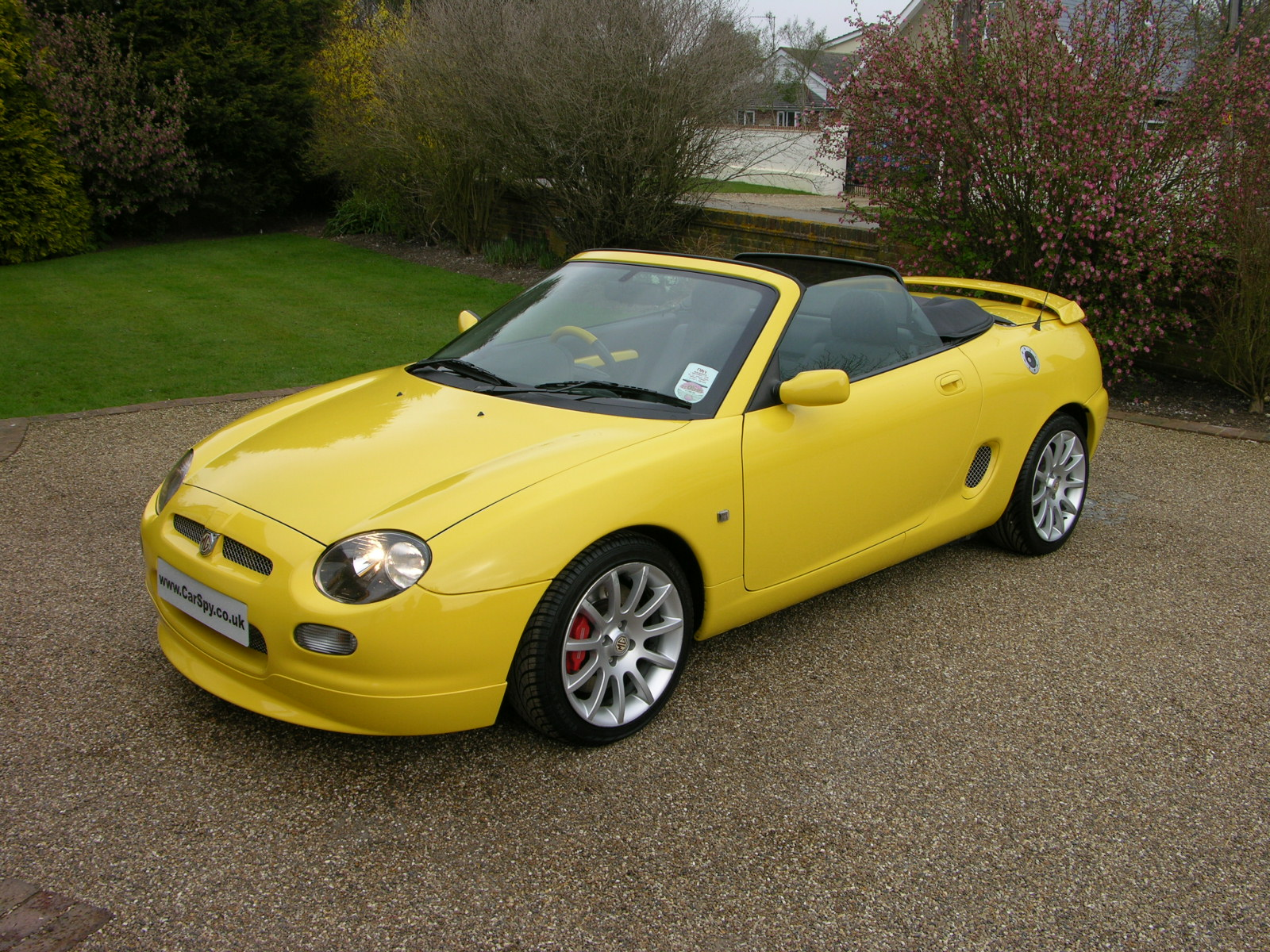
Trophy

75th Anniversary Edition - Edição Limitada
A MG Cars anunciou uma celebração da edição limitada do carro esportivo mais vendido do Reino Unido, o MGF. Restringido a uma produção de 2.000, o MGF 75th anniversary LE será construído em versões 1.8V e 1.8i VVC. O carro faz sua estreia pública no show de motor de Genebra.
Disponível em duas cores, Mulberry Red e Black, o MGF 75 LE vem com uma cor de capa contrastante; preto com o carro vermelho e Grenadine Red com o preto. Ambas as opções de cores vêm com uma capa de capa Vermelha Grenadine. O carro é especificado com rodas de minilite de 16 "com oito raios e pneus 215x55 Goodyear Eagle F1.
O interior é aparado em couro Vermelho Grenadine que é aplicado aos assentos, invólucros da porta, freio de mão e guincho da alavanca de marchas e volante. Um punho de freio de mão em couro preto é projetado para combinar com o botão de engrenagem de madeira / liga. A madeira aplicada na consola central e os arredores de ventilação são complementados com um cinzeiro cromado. O entretenimento no carro é aumentado pela adição de um CD player de disco único. O tema do cromo é ainda aplicado no exterior do carro para as alças das portas, a grelha e as entradas de ar do lado do corpo.
O 75º aniversário LE possui um emblema único para o corpo e para autenticar o status da edição limitada, uma placa de identificação numerada individualmente é montada no painel traseiro entre os assentos. Um certificado de autenticidade também é fornecido.
BG - Edição Limitada
A versão mais excepcional do MG F foi denominada por BG, esta foi uma versão muito rara ainda mais do aniversário e do troféu MG TF. Este foi o melhor dos motores MG colocados em uma nova versão modelo reformada da MG F que foi mantida no novo modelo MG TF e com a suspensão Hydragas (hidráulica), você poderia mudar a maneira como deseja sentir a sua suspensão, superior ou inferior, semelhante aos actuais "coilovers". 

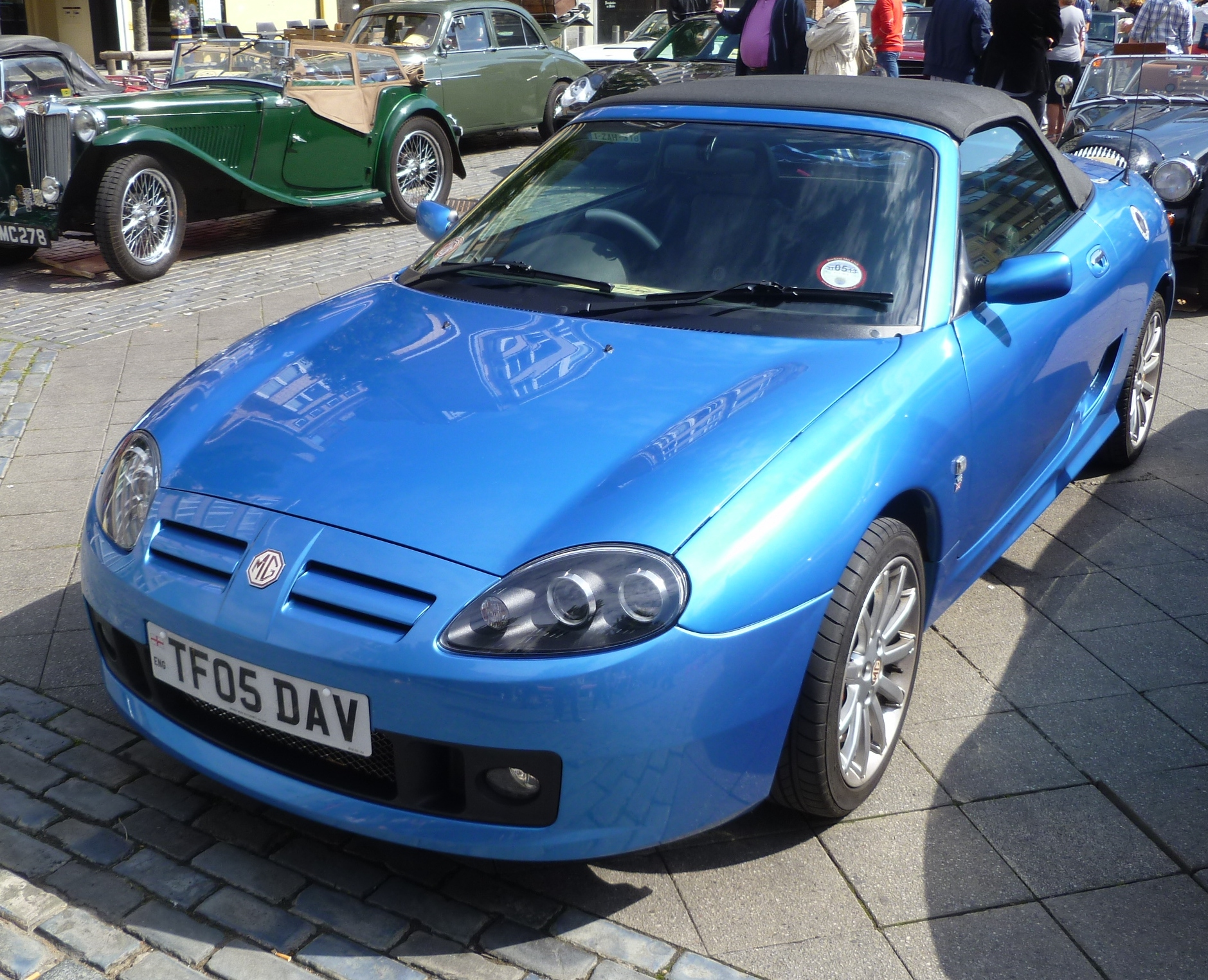
MG BG - Special E

Mecanicamente, o motor é quase idêntico ao MG TF não motorizado por VVC a partir de 2005, este foi construído em 1999, é a única versão com 4 tubos de escape.
Limited Edition
Esta versão recebeu um remate facial, o novo design do sistema de indução de ar que junto com os novos eixos de cames produz mais potência do que em motores MGF mais antigos e a rigidez torsional do corpo aumentou em 20%. Diversos ajustes têxteis incluem uma grade revisada, faróis dianteiros redesenhados, pára-choques, grelhas laterais de entrada de ar, csl traseiro e a presença se 2 tubos de escape. A versão MG Limited Edition foi o primeiro carro de sua classe a ser premiado com um desempenho de segurança de 4 estrelas líder em EURONCAP.
Esta versão é numerada por ser limitada e ter diversas características que não estão presentes nos outros MG TF.

### EXF
O Projeto EXF representa uma produção limitada de cinco carros esportivos MG F de um único assento que aludem a registros históricos de velocidade terrestre estabelecidos pela MG entre 1930 e 1959. Conhecido simplesmente como o F, o carro MG possui amplamente padrão MG Fcomponents, um turbo de 1.4L (329 bhp) do motor Rover K-Series e um coeficiente de arrasto inferior a 0,25. Em 20 de agosto de 1997, a F alcançou uma velocidade máxima de 349 km / h nas festas SpeedWeek em Bonneville, Utah, Estados Unidos.

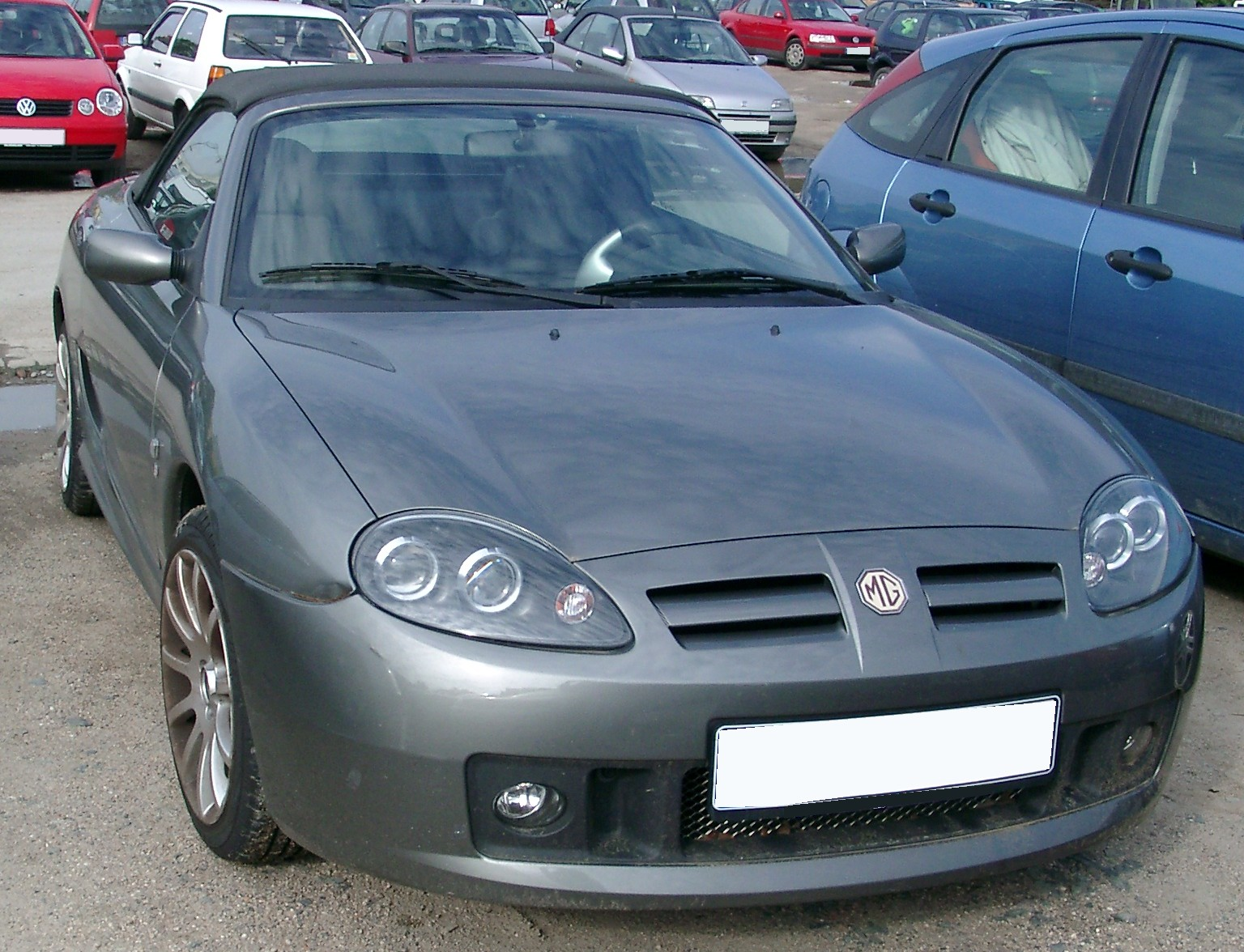
MG EXF

### Engines
| Petrol engines   | Petrol engines | Petrol engines | Petrol engines                      | Petrol engines                  | Petrol engines | Petrol engines | Petrol engines |
| Model            | Engine         | Displacement   | Power                               | Torque                          | Top Speed      | 0-60 mph       | CO2 emissions  |
| ---------------- | -------------- | -------------- | ----------------------------------- | ------------------------------- | -------------- | -------------- | -------------- |
| 1.6 K-Series     | I4             | 1589 cc        | 110 hp (112 PS; 82 kW) at 6000 rpm  | -                               | 116 mph        | 9.0s           | 177 g/km       |
| 1.8 K-Series     | I4             | 1796 cc        | 118 hp (120 PS; 88 kW) at 6000 rpm  | 165 N·m (122 lb·ft) at 4500 rpm | 118 mph        | 8.5s           | 182 g/km       |
| 1.8 K-Series VVC | I4             | 1796 cc        | 142 hp (144 PS; 106 kW) at 6000 rpm | 174 N·m (128 lb·ft) at 4500 rpm | 130 mph        | 7.0s           | 184 g/km       |
| 1.8 K-Series VVC | I4             | 1796 cc        | 157 hp (159 PS; 117 kW) at 6000 rpm | 174 N·m (128 lb·ft) at 4500 rpm | 137 mph        | 6.9s           | 179 g/km       |

## MG TF
| MG TF            | MG TF                                                                                      |
| ---------------- | ------------------------------------------------------------------------------------------ |
|                  |                                                                                            |
| Overview         |                                                                                            |
| Manufacturer     | MG MG Rover) (2002–2005) MG Motor (Nanjing, later SAIC Motor) (2007–2011)                  |
| Production       | 2002–2005 2007–2011                                                                        |
| Assembly         | Longbridge, Birmingham, UK Pukou, Nanjing, China                                           |
| Body and chassis |                                                                                            |
| Class            | Roadster                                                                                   |
| Body style       | 2-seat convertible                                                                         |
| Layout           | Transverse Mid-Engine, Rear-Wheel Drive                                                    |
| Powertrain       |                                                                                            |
| Engine           | - 1.6 L K-Series I4 - 1.8 L K-Series I4 - 1.8 L VVC K-Series I4 - 1.8 L N-Series engine I4 |
| Transmission     | 5-Speed Manual CVT                                                                         |
| Chronology       |                                                                                            |
| Predecessor      | MGB MG RV8                                                                                 |

Em 2002, o MG TF foi lançado, com o nome do MG TF Midget da década de 1950. Com base na plataforma MG F, mas altamente redesenhado e reengenharia, as mudanças mecânicas mais significativas foram o abandono da suspensão de Hydragas em favor das molas convencionais, o novo projeto do sistema de indução de ar que junto com os novos eixos de cames produz mais potência do que no MG F motores e a rigidez torsional do corpo aumentaram 20%. MG TF Várias mudanças cosméticas incluem uma grelha revisada, faróis dianteiros redesenhados, pára-choques, grelhas laterais de admissão de ar, bota traseira, etc. Mantiveram uma quantidade decente de vendas, apesar dos problemas, incluindo linhas de fechamento irregulares na porta dos drivers em modelos para o Reino Unido . A produção foi suspensa em abril de 2005, quando o MG Rover entrou em colapso. 39.249 MG TFs foram construídos de 2002 a 2005

### Segurança
The MG TF (primeiramente a versão BG) foi classificada com 4 estrelas na segurança e performance pelo Euro NCAP e  ANCAP.
| Euro NCAP 2003 TF  | Points         | Rating |
| ------------------ | -------------- | ------ |
| Adult Occupant:    | 26.0 out of 36 | 72%    |
| Pedestrian Impact: | 19.3 out of 36 | 54%    |

| ANCAP 2005 TF  | Points          | Rating |
| -------------- | --------------- | ------ |
| Overall Score: | 26.03 out of 37 |        |
| Offset Impact: | 10.48 out of 16 |        |
| Side Impact:   | 15.55 out of 16 |        |

### Engines
| Petrol engines                | Petrol engines | Petrol engines | Petrol engines                       | Petrol engines                   | Petrol engines | Petrol engines | Petrol engines |
| Model                         | Engine         | Displacement   | Power                                | Torque                           | Top Speed      | 0-60 mph       | CO2 emissions  |
| ----------------------------- | -------------- | -------------- | ------------------------------------ | -------------------------------- | -------------- | -------------- | -------------- |
| 1.6 K-Series                  | I4             | 1,589 cc       | 114 hp (116 PS; 85 kW) at 6,000 rpm  | 145 N·m (107 lb·ft) at 4,500 rpm | 118 mph        | 9.2s           | 169 g/km       |
| 1.8 K-Series Stepspeed (Auto) | I4             | 1,796 cc       | 118 hp (120 PS; 88 kW) at 6,000 rpm  | 165 N·m (122 lb·ft) at 4,500 rpm | 118 mph        | 9.7s           | 199 g/km       |
| 1.8 K-Series                  | I4             | 1,796 cc       | 134 hp (136 PS; 100 kW) at 6,000 rpm | 165 N·m (122 lb·ft) at 4,500 rpm | 127 mph        | 8.2s           | 184 g/km       |
| 1.8 K-Series VVC              | I4             | 1,796 cc       | 157 hp (159 PS; 117 kW) at 6,000 rpm | 174 N·m (128 lb·ft) at 4,500 rpm | 137 mph        | 6.9s           | 179 g/km       |

## Nanjing Automobile Group produção
O MG TF produzido por Nanjing em março de 2007, o Nanjing Automobile Group, que comprou os ativos remanescentes da MG Rover durante processos de falência, reiniciou a produção do MG TF em sua fábrica de Nanjing, com capacidade de 200 mil carros por ano. Especialistas da fábrica de Longbridge estiveram envolvidos na construção dos novos TF em Nanjing.
Em agosto de 2008, mais de três anos após a instalação ter fechado devido à falência da MG Rover, a montagem de um modelo MG TF levemente revisado para o mercado europeu, de kits chineses construídos completos de eliminação (CKD), foi iniciado pela NAC MG Reino Unido em Longbridge.
O primeiro modelo TF a ser produzido pela NAC MG UK foi o TF LE500. Como o nome sugere, esta foi uma edição limitada de quinhentos carros cada um individualmente numerado. A melhor montagem da suspensão e a janela traseira aquecida do modelo 2005 TF foram transportadas para o LE500. O estilo era uma reminiscência do MGF original, com uma entrada em ambos os lados do emblema da MG e uma entrada única grande abaixo da placa.
A especificação LE500 inclui assentos de couro, topo rígido e topo suave, parada de vento, sintonizador de CD com compatibilidade de MP3, sensores de estacionamento traseiros, rodas de liga leve de dezesseis polegadas e onças e luzes de nevoeiro da frente. O preço foi mais alto do que o moderno Mazda MX5, apesar das poucas mudanças ocorridas em 1995, que teve um grande efeito negativo nas vendas.
O LE500 foi seguido pelo modelo TF 135 e um outro aniversário de TF de edição limitada, 85º aniversário, dos quais apenas cinquenta foram produzidos.
A produção do TF em Longbridge foi suspensa novamente em outubro de 2009, devido à baixa demanda em face da recessão. A produção retomou no novo ano, mas o final da produção foi finalmente anunciado em março de 2011, devido à falta de demanda e problemas de fornecimento de componentes. Um total de 906 TFs foram produzidos em Longbridge sob a propriedade chinesa.

## Concept Cars

### XPower 500
Criada pela divisão XPower do Grupo MG Rover em 2001 como uma única para mostrar a nova divisão XPower e também para mostrar o que os engenheiros poderiam fazer. O carro foi projetado para acomodar o novo motor XP-20 usado no carro de corrida MG-Lola EX257 com um turbocompressor Garrett com um sistema anti-lag que atinge 500PS. O poder passa por uma caixa de velocidades sequencial de 6 velocidades fabricada pela X-Trac.
Quando construído em 2001, o carro foi equipado com várias atualizações sobre o carro padrão. Apresentava uma caixa de solda soldada com uma gaiola de rolo T45 totalmente integrada com subtramas reforçadas. O chassi vem completo com um diferencial de deslizamento limitado, suspensão de corrida independente e atualizado 4-Pot AP Racing Brakes. O carro possui 17 "rodas de corrida de liga multi-falantes com pneus 225/13 R17 na frente, pneus 265/13 R17 na parte traseira e uma asa traseira sob medida.
Inicialmente, o conceito XPower foi projetado para uma nova versão selvagem do MG TF, isso nunca ocorreu no entanto e nenhum carro conceito para uma produção XPower TF foi criado. Contudo, o carro estava configurado para apresentar um mecanismo desinstalado XP-20 usado no conceito XPower 500 e os carros de corrida MG-Lola com cerca de 300PS, mas a ideia não foi desenvolvida além da fase de planejamento.

### MG TF GT
MG TF GT Prototype - em exibição na Hopton Garage, Staffordshire em agosto de 2012 MG TF GT Prototype - vista lateral
Projetado em 2005, na Dove in Norfolk de Peter Stevens e sua equipe, ao mesmo tempo que o Rover 75 Coupé, é o cupê MG TF, chamado GT, semelhante ao Pinballin MGB GT. Foi revelado antes que o Grupo MG Rover entrou em colapso em abril de 2005, e foi mostrado em vários eventos, como o AutoRAI em Amsterdã, ao lado de outros carros, como o MG XPower SV. MG TF GT Protótipo - visão traseira O conceito de carro foi desenvolvido a partir do topo da gama TF 160 e veio com um interior de granadinas (uma opção rara tipicamente no topo da gama TF), novos assentos de balde rebaixados, 17 "OZ cinco rodas faladas, um divisor dianteiro para melhorar a aerodinâmica e pela primeira vez em uma produção / fábrica TF um motor Rover KVL de 2,5L. Foi relatado em fóruns para MG que o motor foi alterado para uma série padrão de 160 VVC 1.8LK em algum momento em 2005 , embora isso seja contestado e também é contestado se o carro recebeu um KV6 em primeiro lugar.
Quando iniciado o carro propôs vários problemas. O primeiro dos problemas com o cupê é o acesso ao motor, porque o carro é um arranjo traseiro médio propôs vários problemas e tornou o carro difícil de trabalhar, é relatado que o subtrama teve que ser removido para funcionar no motor. O segundo problema é a usina KV6 que teve que ter um tanque de combustível pequeno feito sob medida para caber no compartimento do motor, já que o tanque de combustível padrão não caberia, apesar de contestar se o carro recebeu o motor KV6 em primeiro lugar.
Antigos engenheiros da MG Rover informaram que o carro estava perto de entrar em produção e, no final de 2005, o carro poderia ter sido vendido. No entanto, MG Rover entrou em administração judicial, e o progresso foi interrompido. Nanjing estava preparado para reviver a ideia e fabricação nos EUA em uma nova fábrica em Oklahoma empregando 500 pessoas. Esta ideia também nunca ocorreu com o LE500 e TF135 sendo o único TF produzido por Nanjing em Longbridge, em vez de uma nova instalação de propósito construído em Oklahoma.

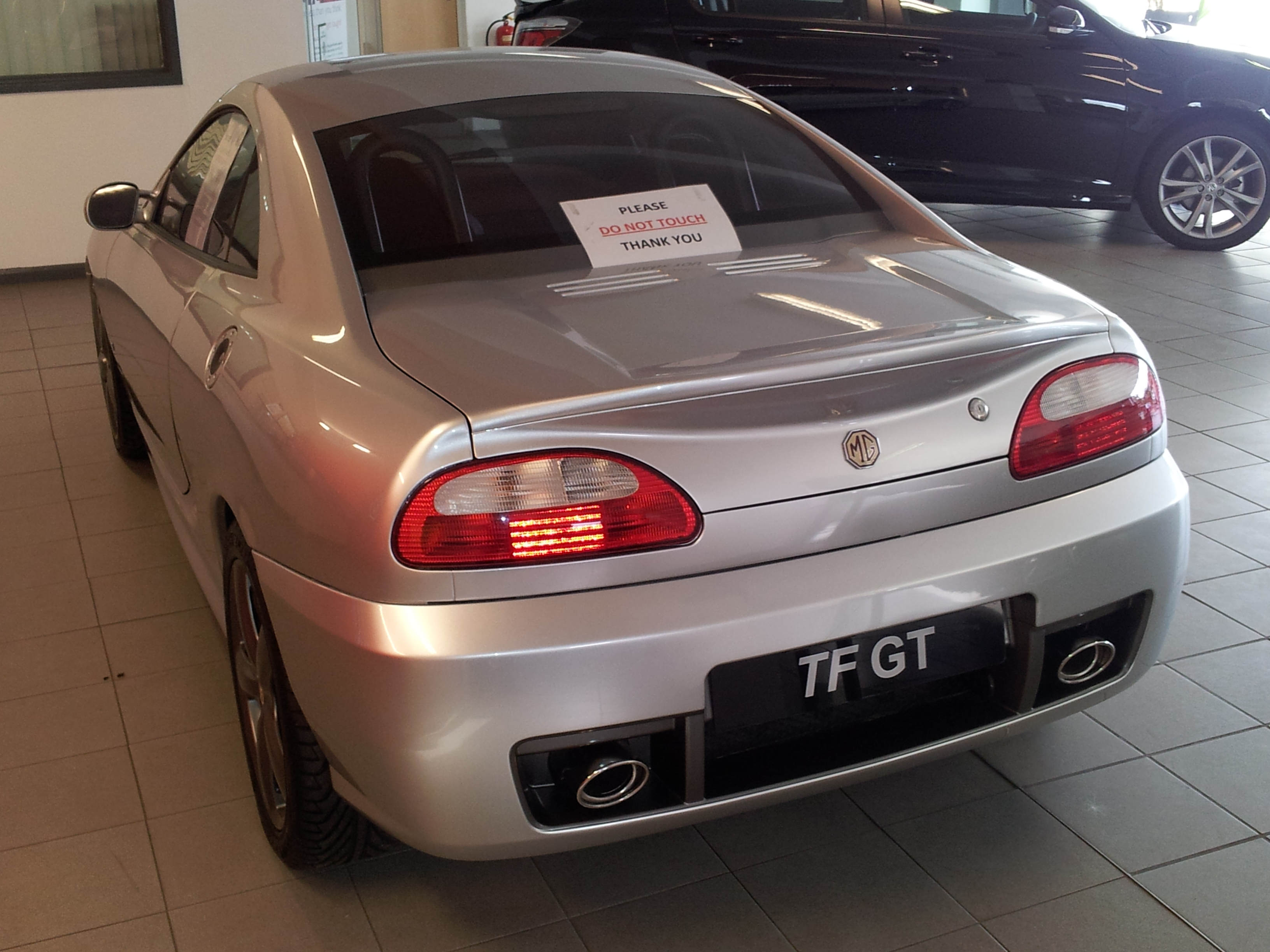
MG GT

## Reception
Ao longo de sua produção, a MG vendeu com sucesso. Em uma série de testes rodoviários, o MG F impressionou, e foi uma partida para os seus principais rivais, o Mazda MX-5 e o BMW Z3 em termos de manuseio, desempenho e praticidade, mas a qualidade, a confiabilidade e o suporte de revendedores no Reino Unido foram construídos. Pobre em comparação com seus rivais japoneses e alemães.
No entanto, depois que Nanjiing assumiu e reiniciou a produção, as vendas do carro caíram, até a produção ter finalizado em março de 2011.
A Parker deu o carro 2,5 / 5 e disse que seus profissionais eram "Estilo, manipulação e patrimônio da marca" e os contras eram "Interior fechado, qualidade de construção irregular e baixa confiabilidade".
Que carro? deu 2/5 dizendo que os seus prós eram que era "bonito e acessível", mas seus contras eram "A posição de direção e direção não são o que você esperaria em um carro tão esportivo".
O Auto Express revisou isso depois que Nanjiing assumiu o comando, e também teve um veredicto de 2/5, gostando de como era "bem equipado e compacto", mas não gostava de ter preços mais caros do que um Mazda MX-5 básico, afirmando que "mal" mudou desde 1995, e pode ser confundido com um veículo muito antigo "e também comentando seu interior apertado.
O motor da série K usado no MG F ganhou reputação pela falha da junta de cabeça. Isso se deve principalmente ao design e colocação do termostato, porém a instalação do headgasket também foi um fator importante. Outros fatores incluem uma largura insuficiente entre os cilindros, tolerâncias de construção, rigidez da face do bloco, qualidade do elenco, material da junta e disposição do sistema de refrigeração (o motor está na parte de trás e o radiador está na frente).
Devido à colocação do termostato no lado de admissão da bomba de água na base do bloco, a cabeça pode superaquecer antes que o calor seja transmitido através do bloco para permitir que o termostato seja aberto. O choque térmico do resfriamento do bloco rapidamente eo termostato fechando abruptamente devido à água fria do radiador que resfrie a mola de abertura pode resultar em um refrigerante insuficiente que chega até a cabeça, o que pode causar diferentes taxas de expansão e contração entre a cabeça e o bloco.
Isto combinado com a prática inicial de instalar a junta de cabeça com cavilhas de posicionamento de plástico, que posteriormente derreteu quando os motores sobreaqueceram, permitiu que as juntas da cabeça "caminhar". Uma junta de cabeça redesenhada, que consiste em uma junta de metal de múltiplas camadas ou "MLS" usada em conjunto com cavilhas de localização de aço, é supostamente reduzir significativamente a chance de uma falha da junta de cabeça.
Não há um motor de substituição que seja uma substituição adequada para o motor da série K. Além do problema da junta de cabeça, os modelos MGF e TF são ditos de falhas graves.

O motor da série K foi proveniente da linha Rover existente e foi principalmente destinado a uma fonte de energia do veículo de passageiro com motor de engenharia frontal. O compromisso de design de localizar o termostato na entrada da bomba em vez da saída da cabeça é originário desse uso original. Uma modificação comum do mercado pós-venda por aqueles que pretendem dirigir seus MGFs com rapidez é instalar um termostato Inline no tubo de saída da cabeça para o radiador. Este problema de junção de cabeça também é encontrado em Lotus Elises da série K e também é comumente resolvido pela reinstalação do termostato.